# Thue
Thue (/ˈtuːeɪ/) — эзотерический язык программирования, разработанный Джоном Колагойя в начале 2000 года. Это мета-язык, который демонстрирует нулевой тип в иерархии Хомского, то есть неограниченную грамматику. Thue позволяет определять любые языки и является полным по Тьюрингу.
Автор описывает его следующим образом:
«Thue представляет собой простейшую демонстрацию программирования в ограничениях. Именно за счёт этой парадигмы язык аналогичен языкам URISC императивной парадигмы. Другими словами это Тьюринговская трясина».

## Правила
Программа на языке Thue состоит из таблицы правил и начального состояния.
Таблица правил состоит из простых определений вида
```
A
 ::= 
B
```

A и B могут состоять как из отдельных букв и символов так и из их групп.
Может существовать множество правил с одинаковым A и разными B.
Таблица правил заканчивается пустым правилом:
```
::=
```

Начальное состояние представляет собой строку символов, записанную после таблицы правил.
Работа программы состоит в поиске исходных (левых) символов и замене их на правые в соответствии с правилом.
Работа завершается когда к строке нельзя применить ни одного правила.
Таким образом программа на Thue аналогична машине Тьюринга: имеется лента символов и имеется набор правил по которым они заменяются.

## Недетерминированность
Одна из ключевых особенностей языка заключается в недетерминированном порядке выбора.
Если в строке имеется несколько символов, к которым может быть применено правило, то оно будет применено к случайно выбранному символу.
Если определено несколько правил для одного символа, то будет применено случайно выбранное правило.

## Ввод / вывод
Для реализации ввода и вывода в языке есть особая форма правил.
Для вывода символов используется тильда:
```
A
::=~строка символов
```

Это правило убирает A из строки и выводит все символы, идущие после тильды.
Для ввода три двоеточия:
```
A
::=:::
```

Это правило заменяет A на строку, прочитанную из ввода.

## Примеры программ
«Hello World!» на Thue:
```
a::=~Hello World!
::=
a
```

В языке нет переменных как понятия. Поэтому для каких-либо вычислений нужно задавать соответствующие системы правил.
Следующая программа демонстрирует инкрементацию двоичного числа (увеличение на единицу). Число записано символьно и отмечено по краям знаком подчёркивания:
```
1_::=1++
0_::=1

01++::=10
11++::=1++0

_0::=_
_1++::=10

::=

_1111111111_
```

Детерминизм обеспечивается наличием лишь одного правила и лишь одного символа, к которому его можно применить в каждый конкретный момент времени.
Следующая программа демонстрирует реализацию циклов и недетерминизм правил:
```
b::=~0
b::=~1
xx::=xbx
::=
xbx
```

Эта программа выводит бесконечную строку единиц и нулей.
Цикличность обеспечивается следующим образом: после каждого вывода символ b удаляется из строки xbx, оставшиеся символы xx заменяются на xbx, воспроизводя начальное состояние.
Таким образом возможно создание ограниченных циклов, число итераций которых задаётся числом определённых символов или наборов символов в строке:
```
_x::=i_
i::=~test!
::=
_xxxxx
```

Эта программа 5 раз выведет строку test!
Обратите внимание, что порядок замены i и _x при этом неопределён. То есть в процессе выполнения программа может как сразу обрабатывать i по мере их появления, так и выбрать из строки все x сразу.